# Манчестер (Ајова)
Манчестер (енгл. Manchester) град је у америчкој савезној држави Ајова. По попису становништва из 2010. у њему је живело 5.179 становника.

## Демографија
Према попису становништва из 2010. у граду је живело 5.179 становника, што је -78 (-1.5%) становника више него 2000. године.
| Група             | 2000.         | 2010.         |
| Белци             | 5.169 (98,3%) | 5.023 (97,0%) |
| Афроамериканци    | 5 (0,1%)      | 31 (0,6%)     |
| Азијати           | 14 (0,3%)     | 20 (0,4%)     |
| Хиспаноамериканци | 43 (0,8%)     | 48 (0,9%)     |
| Укупно            | 5.257         | 5.179         |